# 歐元集團
歐元集團（英語：Eurogroup）是歐元區（採用歐元為官方貨幣的歐盟成員國）財政部長非正式會議的公認統稱。集團有20名成員。他們對貨幣和歐盟貨幣聯盟的相關面向（例如《穩定與增長協定》）實施政治管控。歐元集團現任主席是愛爾蘭公共支出、國家發展計劃實施與改革部長帕斯卡爾·多諾霍。
部長們在歐盟理事會經濟與財政理事會（ECOFIN）會議前一天舉行「閉門會議」。他們透過新聞稿和文件來傳達他們的決議。 歐元集團是與歐盟理事會相關的組織（只有歐元集團成員國才能在經濟與財政理事會中對歐元相關議題投票），依據《里斯本條約》成立。

## 歷史
歐元集團原名Euro-X或Euro-XI（根據採用歐元的國家數量而定），是應法國要求作為歐元區事務的政策協調和協商論壇而成立。 1997年12月由歐盟高峰會批准成立，第一次會議於1998年6月4日在盧森堡森寧根城堡舉行。
起初，歐元集團主席與歐盟理事會輪值主席由同樣成員國出任，除非理事會主席由非歐元區國家擔任，在這種情況下，主席由下一個歐元區成員國擔任。 2004年，部長們決定選出主席，2008年，該集團首次舉行了國家元首和政府首腦峰會， 稱作歐元峰會，並在金融危機期間不定期舉行會議。
自貨幣聯盟成立以來，集團在歐元經濟治理方面的作用不斷增強。歐元集團在經濟與財政事務理事會之前召開會議，這意味著他們可以預先批准該理事會關於歐元區事務的所有決定。

## 組織

### 主席
歐元集團現任主席為愛爾蘭前財政部長帕斯卡爾·多諾霍。
2004年9月，歐元集團決定成立半常設主席，任期兩年。盧森堡財政部長兼盧森堡首相尚-克勞德·榮克被任命為歐元集團首任主席，任期從2005年1月1日至2006年12月31日，並於2006年9月再次被任命。 根據《里斯本條約》，這項制度得以正式化，容克的連任也得到確認。 主席制有助於加強集團的實力，因為在容克上任之前，歐元集團只出席歐洲議會的會議。自歐元集團設立主席職位，主席每六個月出席一次歐洲議會經濟與貨幣事務委員會會議。
2010年1月連任歐元集團主席後，容克強調需要擴大歐元集團的業務範圍，特別是在協調經濟政策和代表性方面。容克提議設立一個由四到五名公務員組成的小型秘書處，負責籌備該小組的會議。然而，儘管法國和西班牙支持，但德國擔心加強該組織可能會損害歐洲央行的獨立性。 2012年6月，愛沙尼亞財政部長尤爾根·利基被視為下屆主席的可能人選。 然而，容克在2013年1月暗示，他的繼任者可能是荷蘭的傑洛·戴松布倫， 後者於2013年1月21日被任命為歐元集團第二任主席。  2015年7月13日，戴松布倫再度當選。
2020年7月9日，愛爾蘭的帕斯卡爾·多諾霍當選為歐元集團第四任主席，於2020年7月13日就職。 2022年12月5日，多諾霍再次當選，他的第二個任期從2023年1月13日開始。

### 歷任主席
| No. | 圖片 | 姓名            | 任期      | 成員國 |
| --- | ---- | --------------- | --------- | ------ |
| 1   |      | 尚-克勞德·榮克  | 2005–2013 | 盧森堡 |
| 2   |      | 傑洛·戴松布倫   | 2013–2018 | 荷蘭   |
| 3   |      | 馬力歐·森特諾   | 2018–2020 | 葡萄牙 |
| 4   |      | 帕斯卡爾·多諾霍 | 2020–     | 愛爾蘭 |

### 成員
歐洲央行行長、歐盟經濟與財政事務執委以及歐元集團工作小組主席也出席會議。選擇不加入歐元區的歐盟成員國被排除在觀察員地位之外。然而，成員資格是變動的。國際貨幣基金組織人員有時被允許出席會議。
| 成員 | 成員 | 成員                           | 代表          | 政黨                                             | 起始日         |
| ---- | ---- | ------------------------------ | ------------- | ------------------------------------------------ | -------------- |
|      |      | 帕斯卡爾·多諾霍                | 主席 / 愛爾蘭 | 歐洲人民黨 國內：愛爾蘭統一黨                    | 2017年6月14日  |
|      |      | 馬庫斯·馬特鮑爾                | 奥地利        | 歐洲社會黨 國內：奧地利社會民主黨                | 2025年3月3日   |
|      |      | 文森·范佩特漢                  | 比利时        | 歐洲人民黨 國內：基督教民主和佛拉蒙              | 2020年10月1日  |
|      |      | 馬可·普利莫拉茨 Marko Primorac |               | 無黨籍                                           | 2022年7月15日  |
|      |      | 馬基斯·克拉夫諾斯              | 賽普勒斯      | 無黨籍 國內：民主黨                              | 2023年3月1日   |
|      |      | 尤爾根·利基                    | 爱沙尼亚      | 歐洲自由民主聯盟黨 國內：愛沙尼亞改革黨          | 2024年7月23日  |
|      |      | 麗卡·普拉                      | 芬兰          | 無黨籍 國內：正統芬蘭人黨                        | 2023年6月20日  |
|      |      | 埃里克·隆巴爾                  | 法國          | 無黨籍                                           | 2024年12月23日 |
|      |      | 拉爾斯·克林拜耳                | 德国          | 歐洲社會黨 國內：德國社會民主黨                  | 2025年5月6日   |
|      |      | 基里阿科斯·皮耶拉卡基斯        | 希腊          | 歐洲人民黨 國內：新民主黨                        | 2025年3月15日  |
|      |      | 吉安卡洛·喬捷堤                | 義大利        | 歐洲愛國黨 國內：聯盟                            | 2022年10月22日 |
|      |      | 阿維爾斯·阿謝拉登斯            | 拉脫維亞      | 歐洲人民黨 國內：團結                            | 2022年12月14日 |
|      |      | 里曼塔斯·薩季烏斯              | 立陶宛        | 歐洲人民黨 國內：祖國聯盟                        | 2024年12月12日 |
|      |      | 吉勒·羅特 Gilles Roth          | 盧森堡        | 歐洲人民黨 國內：基督教社會人民黨                | 2023年11月17日 |
|      |      | 克萊德·卡魯阿納                | 馬爾他        | 歐洲社會黨 國內：工黨                            | 2020年11月22日 |
|      |      | 艾爾科·海寧                    | 荷蘭          | 歐洲自由民主聯盟黨 國內：自由民主人民黨          | 2024年7月2日   |
|      |      | 若阿金·米蘭達·薩爾門托         | 葡萄牙        | 歐洲人民黨 國內：社會民主黨                      | 2024年4月2日   |
|      |      | 拉迪斯拉夫·卡梅尼茨基          | 斯洛伐克      | 無黨籍（遭歐洲社會黨停權） 國內：方向—社會民主黨 | 2023年10月25日 |
|      |      | 克萊門·博斯蒂安奇奇            | 斯洛維尼亞    | 無黨籍 國內：自由運動                            | 2022年6月1日   |
|      |      | 卡洛斯·奎爾波                  | 西班牙        | 無黨籍                                           | 2023年12月29日 |

觀察員
- 歐洲央行行長：克莉絲蒂娜·拉加德（就職日；2019年11月1日）
- 歐盟委員會：瓦爾季斯·東布羅夫斯基斯（就職日；2019年12月1日）
- 歐洲穩定機制（英语：European Stability Mechanism）總裁：皮埃爾·格拉梅尼亞（英语：Pierre Gramegna） (就職日；2022年12月1日)

歐元集團工作小組主席：托馬斯·薩倫海莫（就職日；2020年4月1日）

## 法律基礎
在《里斯本條約》之前，歐元集團沒有法律基礎。《里斯本條約》於2009年12月1日生效，首次為其提供了正式的法律依據。該條約第14號議定書僅規定了兩個條款來管理該組織：
第一條：貨幣為歐元的成員國部長舉行非正式會議。必要時應召開此類會議，討論與他們在單一貨幣方面共同承擔的具體責任有關的問題。執委會應參加會議。應邀請歐洲中央銀行參加此類會議，會議應由貨幣為歐元的成員國負責財政的部長和執委會的代表準備。
第二條：貨幣為歐元的成員國部長應以成員國多數選舉產生主席，任期兩年半。——歐盟綜合條約第14號議定書（經里斯本條約修正）
此外，該條約還修改了歐盟理事會的規則，當經濟與財政理事會就僅影響歐元區的事務進行投票時，只有那些使用歐元的國家（歐元集團國家）才允許對其進行投票。
這種高度非正式的性質引發了許多關於貨幣聯盟治理的爭議、批評和辯論。

## 對歐元集團的批評
由於其法律基礎極簡，歐元集團主要是一個非正式機構，擁有很大的自由裁量權。儘管這種性質可能允許歐元集團在歐元危機期間能果斷決策，但這也導致他們遭受缺乏問責制和民主監督有限的批評。
2017年，歐盟執委皮埃尔·莫斯科维奇稱歐元集團為「民主機構的拙劣模仿」， 希臘前財政部長雅尼斯·瓦魯法克斯公開譴責其「令人髮指的不透明」。 歐元集團的不透明度是瓦魯法基斯所屬、呼籲「歐洲重新民主化」的歐洲民主運動2025成立的一個重要因素。非政府組織「透明國際」（Transparency International）也多次呼籲對歐元集團的治理進行徹底改革。 歐洲監察使甚至就此事立案，要求提高透明度。
以下是歐元集團民主缺陷的具體案例：
- 歐元集團不公佈會議紀要，會議議程文件，會議記錄非常不正式[25]
- 歐元集團主席既代表其本國政府又代表整個歐元集團的利益衝突[26]
- 被有限數量的國家和/或三頭政治支配[20]
- 缺乏對歐洲議會的問責制

## 歐元集團治理的可能演變

### 歐元區經濟政府
2008年，鑑於2008年金融危機，法國總統薩科齊（以即將卸任的歐盟理事會主席身份在歐洲議會發言）呼籲歐元區由一個「明確的經濟政府」取代歐元集團，並表示如果沒有它，歐元區就不可能繼續下去。歐元區經濟政府將與維持獨立的歐洲央行進行議題討論。
這個政府將以歐元區國家元首和政府首長定期會議（類似歐盟高峰會）的形式出現，而不是像當前歐元集團那樣單純地召開財政部長會議。薩科齊表示，「只有國家元首和政府首長才有必要的民主合法性」。這個想法是基於2008年商定歐元區協調應對銀行業危機的歐元區領袖會議。
這與前比利時首相伏思達的早期提議形成鮮明對比，他認為歐盟執委會將在新經濟政府中發揮主導作用，而一體化程度較低的國家會反對這一提議。 薩科齊的提議遭到歐元集團主席容克的反對，他認為當時歐洲邁出如此大一步的時機還不成熟，而德國的反對則扼殺了該提議。 梅克爾贊同經濟政府的想法，但對於整個歐盟而言，不能僅是歐元區，因為這樣做可能會分裂歐盟並將非歐元區國家降為二等成員。 歐盟執委會主席若澤·曼努埃爾·巴羅佐在2011年國情咨文中反對法德政府間的計劃，指出共同體的機構可發揮這一作用。
2017年，包括皮埃尔·莫斯科维奇、 馬克宏 和容克 等人呼籲歐元集團應正式由歐盟經濟和貨幣事務執委擔任主席。這將讓歐元集團正式成為歐洲行政機構的一個分支邁出一大步。

### 駐國際貨幣基金組織和二十國集團的國際代表
2008年4月15日，容克在布魯塞爾建議，歐元區應作為一個整體，而不是每個成員國單獨在國際貨幣基金組織中擁有代表權：「這15個國家不同意在國際貨幣基金組織中擁有單一代表權，這是荒謬的。這讓我們在國際舞台上被視為小丑。」 然而，歐盟財政執委瓦昆·阿爾穆尼亞表示，在同意共同代表之前，應該商定一個共同的政治議程。 2010年1月，容克表示，執委會將提議該集團成為G20成員。

## 其他爭議

### 賽普勒斯銀行業危機
2013年賽普勒斯經濟危機期間，歐元集團對賽普勒斯銀行業採取了首次紓困措施，導致塞浦路斯兩家主要銀行的存款被充公沒收。儘管銀行的資格和資產負債表不夠透明明確，歐元集團還是決定利用兩家銀行的存款進行紓困。然而，歐盟一些人批評這是對私有財產的攻擊。

### 戴松布倫的評論
2017年3月，時任歐元集團主席傑洛·戴松布倫向德國《法蘭克福匯報》表示：「身為社會民主主義者，我非常重視團結。但呼籲團結的人也應負起責任。我不能把所有的錢都花在酒和女人上，然後舉手尋求幫助。此原則適用於個人、地方、國家以及歐洲層面」，意指受歐洲主權債務危機影響的南歐國家。
這項聲明引起了許多歐洲人士的強烈反彈，歐洲議會社會黨黨團（戴松布倫所屬政黨黨團）主席詹尼·皮泰拉表示：「沒有任何藉口或理由使用這種語言，尤其是來自一個進步主義者。」 歐洲人民黨黨團領袖曼弗雷德·韋伯發推文稱「歐元區意味著責任、團結，但也意味著尊重。沒有刻板印象的餘地」。 葡萄牙總理安東尼奧·科斯塔表示，他的言論是「種族主義、仇外心理和性別歧視」，並且「只有當戴松布倫不再擔任歐元集團主席並向所有成員國與人們明確道歉的那一天，歐洲作為一個共同計畫才具有可信度。」 前義大利總理馬泰奧·倫齊也呼籲戴松布倫辭職，稱「如果他想冒犯義大利，他應該在國內的體育酒吧，而不是在他的機構角色中」。
戴松布倫對此回應：「每個人都知道我並沒有說所有南歐人都把錢花在喝酒和女人上。這不是採訪中的內容，也不是我要傳達的意思。採訪中的憤怒是對危機的八年應對政策……否則我可能會重新措辭。但這是我用我的方式來明確表示團結不是做慈善。歐洲緊急基金的援助計畫附帶嚴格的條件不是沒有道理：只要你採取行動恢復秩序，你就能獲得非常便宜的貸款。這是一個重要的原則。對於那些一直聚焦在這兩個詞的人來說，我的訊息可能會帶來誤解……如果我們繼續違反先前的協議，歐元區不會有好結局……我的用詞不正確，如果我冒犯了你，我很抱歉，但我仍然主張這段訊息的意義。」

## 資料來源
1. 1 2  . gov.ie. Government of Ireland. 2020-07-09  [2020-07-09]. （原始内容存档于2020-07-09）.
2. ↑  Eurogroup 的存檔，存档日期2014-12-29. on eurozone.europa.eu.
3. 1 2 3  An economic government for the eurozone? 的存檔，存档日期2011-07-17. PDF, Federal Union
4. 1 2  History （页面存档备份，存于）, Eurogroup website
5. 1 2 3  Germany rejects idea of eurozone 'economic government': report （页面存档备份，存于）, EU Business (21 October 2008)
6. 1 2  Schwarzer, Daniela (24 November 2006) Institutionalisation through the back door 的存檔，存档日期2013-02-06., Eurozone Watch
7. ↑  . People's Daily. 2006-09-09  [2008-01-02]. （原始内容存档于2008-01-18）.
8. ↑  Willis, Andrew (3 December 2009) Luxembourg leader set to extend euro zone reign, EU Observer.
9. 1 2  Willis, Andrew (19 January 2010) Juncker wants more eurozone activism （页面存档备份，存于）, EU Observer
10. ↑  . Der Spiegel. 2012-06-20  [2024-10-20]. （原始内容存档于2025-05-28） （德语）.
11. ↑  . Europolitics. 2013-01-10. （原始内容存档于2013-05-14）.
12. ↑  . NOS. 2013-01-21  [2013-01-21]. （原始内容存档于2025-05-28） （荷兰语）.
13. ↑  Lenoir, Francois. . Brussels, Belgium: Reuters website. 2015-07-13  [2015-07-13]. （原始内容存档于2023-06-20）.
14. ↑  Goodbody, Will. . RTÉ News. 2022-12-05  [2022-12-05]. （原始内容存档于2025-05-28）.
15. ↑  . IMF.   [2024-10-20]. （原始内容存档于2025-05-28）.
16. ↑  . Official Journal of the European Union. （原始内容存档于2009-03-07）.
17. ↑  . EUR-Lex. （原始内容存档于2009-03-27）.
18. ↑  . POLITICO. 2017-05-24  [2017-11-03]. （原始内容存档于2025-06-12） （美国英语）.
19. ↑  . www.pierremoscovici.fr.   [2017-11-03]. （原始内容存档于2023-12-05） （fr-FR）.
20. 1 2  . Yanis Varoufakis. 2016-03-30  [2017-11-03]. （原始内容存档于2025-05-28） （英国英语）.
21. ↑  EU, Transparency International. . transparency.eu. 2017-03-16  [2017-11-03]. （原始内容存档于2025-05-28） （英语）.
22. ↑  Hoffmann-Axthelm, Leo. . transparency.eu. 2016-02-12  [2020-07-09]. （原始内容存档于2023-10-01）.
23. ↑  Braun, Benjamin; Hübner, Marina. . Transparency International EU. 2019-02-05  [2022-06-01]. （原始内容存档于2025-05-28） （英语）.
24. ↑  Ombudsman, European. . www.ombudsman.europa.eu.   [2017-11-03]. （原始内容存档于2018-07-01） （英语）.
25. ↑  Mahony, Honor. . EU Observer. 2015-05-06  [2015-10-19]. （原始内容存档于2025-05-28）.
26. ↑  EU, Transparency International. . Transparency International EU. 2017-04-06  [2024-10-20]. （原始内容存档于2025-05-28）.
27. ↑  "Sarkozy pushes eurozone 'economic government' 的存檔，存档日期2012-10-21., France 24 (21 October 2008)
28. 1 2  Willis, Andrew (15 June 2010) Merkel: Spain can access aid if needed （页面存档备份，存于）, EU Observer
29. ↑  . POLITICO. 2017-06-14  [2017-11-03]. （原始内容存档于2025-05-28） （美国英语）.
30. ↑  . Financial Times. 2017-09-28  [2024-10-20]. （原始内容存档于2017-11-07）.
31. ↑  . Reuters. 2017-09-13  [2017-11-03]. （原始内容存档于2023-06-20）.
32. 1 2  Vucheva, Elitsa (15 April 2008)eurozone countries should speak with one voice, Juncker says （页面存档备份，存于）, EU Observer.
33. ↑  . BBC News. 2013-03-25  [2024-10-20]. （原始内容存档于2025-06-14）.
34. ↑  McClean, Paul; Khan, Mehreen. . www.ft.com. 2017-03-21  [2024-10-20]. （原始内容存档于2025-05-28）.
35. ↑  . Financial Times. 2017-03-21  [2017-03-22]. （原始内容存档于2025-05-28） （英国英语）.
36. ↑  . Sky News.   [2017-03-22]. （原始内容存档于2025-05-28） （英国英语）.
37. ↑  Reuters Editorial. . Reuters.   [2017-03-22]. （原始内容存档于2017-03-23） （英国英语）.
38. ↑  . Financial Times. 2017-03-22  [2017-03-22]. （原始内容存档于2025-05-28） （英国英语）.
39. ↑  . dutchnews.nl. 2017-04-10  [2020-07-09]. （原始内容存档于2017-04-14）.
40. ↑  Pieters, Janene. . nltimes.nl. 2017-04-10  [2020-07-09].

## 外部連結
- 官方網站 （页面存档备份，存于）